# Patterns
Patterns je britský televizní seriál, který měl premiéru 27. července 2023.

## Obsazení
| Rufus Shaljean        | Foster          |
| Jake Watkins          | Kevin           |
| Rebecca Norton        | Mary            |
| Rufus Gleave          | Liam            |
| Nina Senicar          | Vedrana         |
| Peter Easton          | producent       |
| Tayler Marshall       | Christopher     |
| Matthew Simpson       | Preston         |
| Jack Armstrong        | Lionel          |
| Erin Elkin            | Roberta         |
| MJ Lee                | Rosie           |
| Felipe Gebara Pacheco | Jason           |
| Oliver Cunliffe       | John            |
| Jake Donald-Crookes   | Aaron           |
| Anna Fraser           | Chantal         |
| Benito Atanasio       | James           |
| Antonia Whillans      | spisovatel      |
| Simone Coppo          | Nino            |
| Linda-Jean Barry      | Linda           |
| Michaela Longden      | Denise          |
| Xavier Gomez          | Neil            |
| Sian Reeves           | Glenda          |
| Bitu Thomas           | doktorka Sindhu |
| Irene Marot           | Esther          |
| Tommy Gene Surridge   | Sid             |
| Aedan Day             | Ollie           |
| Tom Hendry            | Jaden           |
| Scott Emery           | Glenn           |
| Sarah Gain            | Jenny           |
| Jack McGinn           | Willie          |
| Gregory Fung          | Paul            |
| Mekai Manu            | Raymond         |
| Hannah Thistleton     | Clara           |
| James Campbell        | Matt            |
| Thomas Loone          | Hank            |
| Zac Pile              | Ken             |
| Tom Ratcliffe         | Engelbert       |
| JD Hunt               | Doug            |
| Jaden Osimuwa         | Abdul           |
| Matt Cahill           | barman          |
| Rob Ebner             | Jacob           |
| Gabriel Todesco-Bond  | Sander          |
| Ben Cohen             | Ben             |

## Seznam dílů
| Č. v seriálu | Č. v řadě | Původní název                | Režie      | Scénář                        | Premiéra na webu  |
| --- | --------- | ---------------------------- | ---------- | ----------------------------- | ----------------- |
| 1 | 1         | Reverse Catfish              | Rex Glensy | Asad Moghal & Daniel Mannheim | 27. července 2023 |
| Christopher zjišťuje, že si přestává rozumět se svým přítelem Fosterem, a tak se radí se svým kamarádem Kevinem, jak se seznámit s někým novým.                                                      |           |                              |            |                               |                   |
| 2 | 2         | SuperBen                     | Rex Glensy | Asad Moghal & Daniel Mannheim | 27. července 2023 |
| Liam si uvědomí, že je gay, a rád by se s tím svěřil svému kamarádovi a otci, který ho vychovává. Odvahu nejen k tomu mu dodá imaginární ochránce.                                                   |           |                              |            |                               |                   |
| 3 | 3         | Delivered                    | Rex Glensy | Asad Moghal & Daniel Mannheim | 27. července 2023 |
| Je lockdown a Lionel pracuje z domova. Jednoho dne si objedná pizzu a zamiluje se do poslíčka z pizzerie. Nezeptal se ale na jeho jméno, tak se s ním snaží znovu setkat.                            |           |                              |            |                               |                   |
| 4 | 4         | Four Dates and a Humperdinck | Rex Glensy | Asad Moghal & Daniel Mannheim | 27. července 2023 |
| Liama mrzí, že si otec Preston nechce najít novou známost. Se svým přítelem Johnem mu proto připravují rande s těmi, o kterých si myslí, že by se otci mohly líbit.                                  |           |                              |            |                               |                   |
| 5 | 5         | Breaking Fast                | Rex Glensy | Asad Moghal & Daniel Mannheim | 27. července 2023 |
| Influencerka Vedrana jde na rodinnou večeři se svou matkou, nevlastní sestrou a jejím synem. Vezme s sebou svého kamaráda Jadena, který na pár dní přijel z Ameriky, aby rozptýlil její sestru Mary. |           |                              |            |                               |                   |
| 6 | 6         | Room 103                     | Rex Glensy | Asad Moghal                   | 27. července 2023 |
| Na terapeutickém sezení se setkávají čtyři ženy, aby mluvily o svých problémech. |           |                              |            |                               |                   |
| 7 | 7         | Reality Bites                | Rex Glensy | Asad Moghal Daniel Mannheim   | 27. července 2023 |
| Foster, Kevin a Christopher jdou společně na castingový konkurs k filmovému producentovi. Před kamerou dojde na odhalení před tím nevyřčených skutečností.                                           |           |                              |            |                               |                   |
| 8 | 8         | Entropy                      | Rex Glensy | Asad Moghal & Daniel Mannheim | 27. července 2023 |
| Postavy z předchozích dílů se setkávají v domě producenta a zjišťují, jaký je jejich opravdový osud.                                                                                                 |           |                              |            |                               |                   |